# Julien El Fares
Julien El Fares (Ais de Provença, 1 de juny de 1985) és un ciclista francès, professional des del 2008 fins al 2021. A inicis del 2022 va anunciar la seva retirada. La seva gran victòria fou la 1ª etapa de la Tirreno-Adriatico de 2009.

## Palmarès
- 2006
  - Vencedor d'una etapa al Tour dels Pirineus
- 2009
  - 1r al Tour de Valònia
  - Vencedor d'una etapa a la Tirreno-Adriatico i 1r de la classificació per punts
- 2010
  - Vencedor d'una etapa del Tour del Mediterrani

### Resultats al Tour de França
- 2010. 27è de la classificació general
- 2011. 40è de la classificació general
- 2013. 81è de la classificació general

### Resultats a la Volta a Espanya
- 2009. 49è de la classificació general